# Mona Lisait
Mona Lisait était une chaîne française de librairies vendant des livres neufs à prix réduit, des ouvrages de soldes rares et d'occasion. Créée en 1987, elle comptait douze boutiques, neuf situées à Paris, une à Toulon, une à Toulouse, une à Vélizy-Villacoublay, au moment de sa liquidation judiciaire prononcée par le Tribunal de commerce de Paris le 16 octobre 2013.
Les librairies étaient exploitées par la société Boulevard du Jean.

## Histoire
Mona Lisait est fondée par René Baudouin, décrit comme « un franc-tireur [...] en marge, curieux ». L'entreprise achète auprès des éditeurs ou de grossistes divers ouvrages invendus à bas prix, quelques années après leur parution, afin de les revendre à moindre coût. Le nom de l'entreprise fait référence à La Joconde - la spécialité des librairies Mona Lisait étant principalement de proposer des livres d'art -, ce qui constitue, en outre, un argument commercial efficace, notamment auprès des touristes étrangers à Paris.
La première boutique est située boulevard Bonne-Nouvelle à Paris en France. En avril 2010, une dixième boutique est ouverte rue du Faubourg-Saint-Antoine à Paris.
En septembre 2012, les stocks de l'entreprise, situés dans l'entrepôt de Gagny en Île-de-France, sont détruits par un incendie. Les pertes s'élèvent à environ deux millions d'euros.
La chaîne de librairies appartient à la société Boulevard du Jean, détenue, notamment, par un actionnariat familial. Malgré son modèle économique unique dans le paysage de la librairie, et une clientèle fidèle, elle connaît d'importantes difficultés financières fin 2012 et est placée en redressement judiciaire en mars 2013. Ses difficultés sont attribuées à la crise subie par la filière du livre, à une gestion chaotique de l'entreprise et au développement du commerce de livres sur internet.
Yannick Burtin, propriétaire de la librairie Le Merle moqueur, est candidat, tardivement, à la reprise de Mona Lisait. Son plan de continuation, présenté en septembre 2013, prévoit le maintien de la chaîne mais une réduction de 20 % de la masse salariale. Les salariés acceptent à une faible majorité le plan, à condition qu'une négociation collective soit organisée. Yannick Burtin refuse catégoriquement cette demande et retire sa proposition. David Lacombe, collaborateur commercial de l'administrateur judiciaire, Me Charles Gorins, attribue la responsabilité de cet échec à « l'intervention inopportune, déplacée et disproportionnée de la CGT ». À la suite du prononcé de la liquidation judiciaire sans maintien d'activité, le 16 octobre 2013, les librairies Mona Lisait baissent définitivement leur rideau.
Nombreuses furent les réactions d'internautes attristées. Un article, « Le sourire perdu de Mona Lisait », sur un blog abonné du journal Le Monde en témoigne.
Un seul point de vente résistera à la liquidation, la librairie Mona Lisait de Faidherbe Chaligny.
Depuis la liquidation, le magasin du faubourg Saint-Antoine, dirigé par David Peyre, indépendant juridiquement de la chaîne, continue son activité ; il a récupéré l'appellation commerciale de la société. Deux autres librairies Mona Lisait ont depuis été ouvertes : A Paris, rue des Pyrénées dans les 20e arrondissement ainsi que dans le centre ville de Royan (Charente Maritime).

## Points de vente
Au moment de sa fermeture en octobre 2013, l’entreprise compte onze boutiques, parmi lesquelles : 
- Magasin « Les Grands Boulevards », 7, boulevard de Bonne-Nouvelle[9] dans le  2e arrondissement de Paris en France, première boutique [5]
- Magasin « Le Marais », 17 bis, rue Pavée[9] dans le  4e arrondissement de Paris[2]

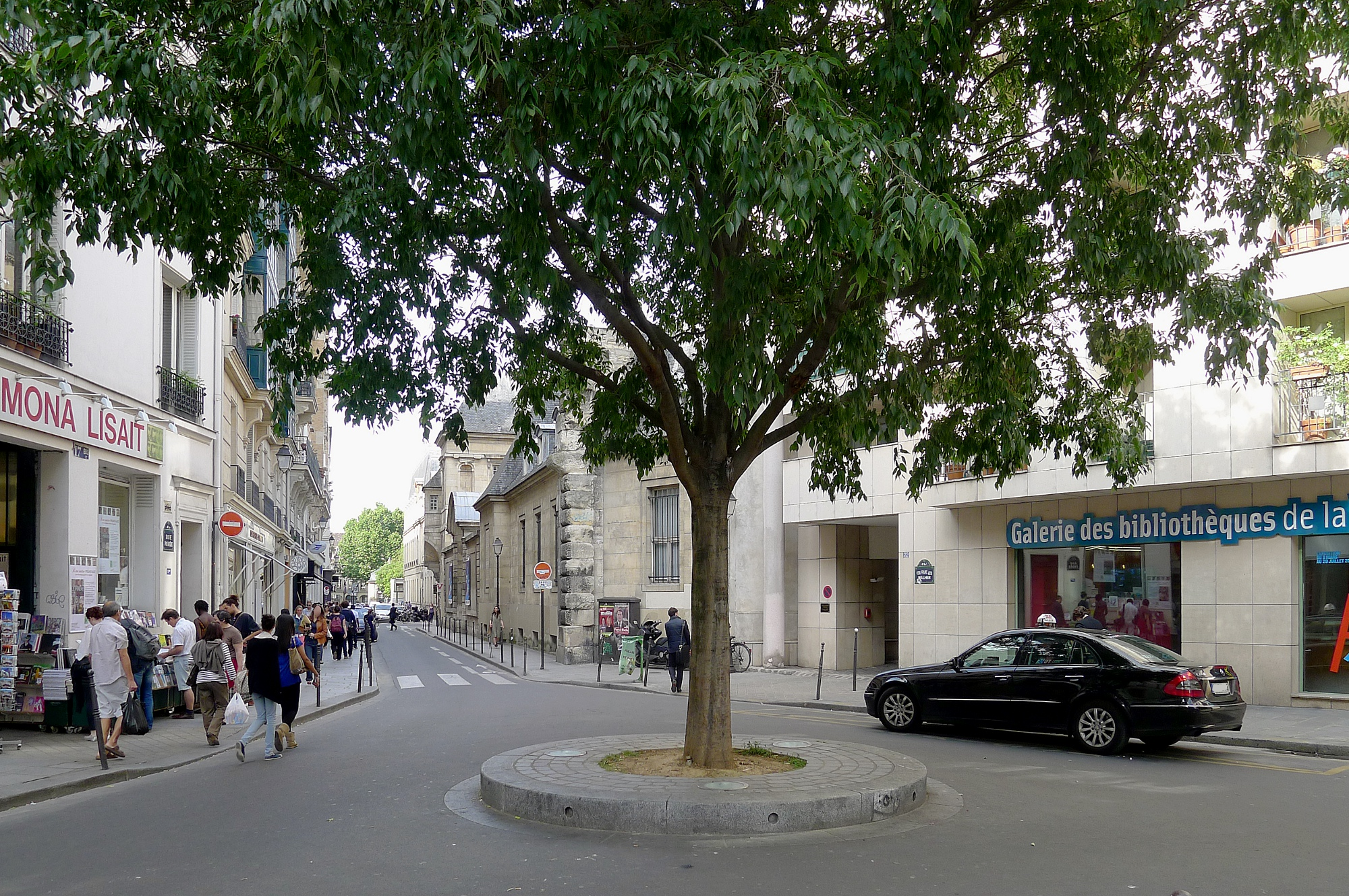
Librairie Mona Lisait de la rue Pavée (à gauche)

- Magasin « Gare d’Austerlitz », 14 bis, boulevard de l’Hôpital[9]  dans le  5e arrondissement de Paris
- Magasin « Les Halles », place Joachim-du-Bellay[9] dans le  1er arrondissement de Paris, créé par Pascal Fruchaux dans les années 1990[4]
- Magasin « Châtelet - Hôtel de Ville », 9, rue Saint-Martin[9] dans le  4e arrondissement de Paris[10]
- Magasin « Faubourg Saint-Antoine », 211, rue du Faubourg-Saint-Antoine[9] dans le  11e arrondissement de Paris, dixième boutique ouverte en avril 2010[5]

### Reprise des magasins
- Le magasin du faubourg Saint-Antoine, dirigé par David Peyre, non concerné par la liquidation judiciaire, n'a pas fermé et continue son activité. C'est cette librairie qui a repris la gestion du site de la société[11] et qui a récupéré l'appellation commerciale.
- Les magasins des Halles et des Grands Boulevards, ont été repris début 2014 par le bouquiniste du boulevard Saint-Michel Boulinier[12].
- Le magasin de la rue Saint-Martin (désormais Le Gai Rossignol) a été repris par Yannick Burtin (directeur des librairies Le Merle Moqueur) en co-gérance avec Louis Voelckel (ancien salarié de l'entreprise).
- Le magasin de la rue Jussieu a été repris par un autre libraire.
- Le magasin de la rue Pavée (désormais La Mouette Rieuse) a été repris par Yannick Burtin
- Le magasin de la rue de Bazeilles (5e arrondissement)  a été repris par la société Cfeerik et s'appelle désormais Première Page.